# Edward Raynes
Edward Robert Raynes (c. 1750-1823) foi o arquidiácono de Lewes de 1815 até 1823.

## Biografia
Raynes estudou no Jesus College (Cambridge), onde obteve BA e MA. Foi ordenado diácono em 18 de dezembro de 1774, por John Hinchcliffe, Bispo de Peterborough, que também o ordenou sacerdote em 15 de dezembro de 1776.
Tornou-se Fellow do Jesus College, Cambridge em 1775, posição que ocupou até 1783. Vigário em Comberton (1780 - 1783), capelão doméstico de Sir William Hall Gage, 2º visconde Gage (1780), vigário da igreja de Todos os Santos, Cambridge (1783 - 1795) e de Swavesey (1783 - 1785), depois em Beddingham (1785 - 1815) e em West Firle (1785 - 1824). Em seguida, assumiu como cura em Wartling (1785), capelão doméstico de Henry Gage, 3º visconde Gage (1795) e reitor de Ripe (1795 - 1824). Além de arquidiácono of Lewes (1815 - 1823), também foi prebendário da catedral de Chichester (1817 - 1823).